# 雨ニモマケズ (テレビ番組)
『雨ニモマケズ』（あめニモマケズ）は、フジテレビ系列で放送されていたバラエティ番組である。制作局のフジテレビでは2006年4月11日から同年9月19日まで、毎週火曜 24:45 - 25:08に放送。

## 概要
当初は次長課長とWaTが若者の悩みを電話で聞き、その悩み解決に取り組むという内容だったが、第5回目からは若者の悩みを出演者とゲストおよび5人の「人生格闘家」（東大教授、登山家、初代内閣安全保障室長、スナックのママ、102歳の男性などが登場）の計10人から、それぞれの解決方法を聞く方式で進行するようになった。
WaTにとってはこれが初のレギュラー出演バラエティとなった（ウエンツ瑛士個人の活動は除く）。セットの後方には、宮沢賢治の『雨ニモマケズ』の一節が見えた。

## レギュラー出演者
- 河本準一（次長課長）
- 井上聡（次長課長）
- ウエンツ瑛士（WaT）
- 小池徹平（WaT）

## スタッフ
- ナレーション：野沢那智
- 監修：三宅恵介
- AP：仲村孝明
- ディレクター：赤池洋文
- 演出：谷口大二
- プロデューサー：加茂裕治
- 技術協力：ニユーテレス、FLT、IMAGICA
- 制作：フジテレビバラエティ制作センター
- 制作著作：フジテレビジョン

## ネット局と放送時間
- 北海道文化放送（木曜深夜に遅れ放送）
- 岩手めんこいテレビ
- 仙台放送
- さくらんぼテレビジョン（木曜 25:15 - 25:40に約1か月遅れで放送）
- 福島テレビ（金曜深夜に遅れ放送）
- 新潟総合テレビ
- 長野放送
- 東海テレビ（火曜深夜に遅れ放送）
- 関西テレビ（火曜 25:05 - 25:30に約1か月遅れで放送）
- テレビ新広島
- テレビ愛媛（火曜深夜に遅れ放送）
- 高知さんさんテレビ
- テレビ西日本
- サガテレビ（月曜深夜に遅れ放送）
- テレビ熊本（水曜深夜に遅れ放送）
- 鹿児島テレビ（土曜深夜に遅れ放送）
- 沖縄テレビ（土曜深夜に遅れ放送）